# SpongeBob: Aventuri pe uscat
SpongeBob: Aventuri pe uscat 
(titlu original: The SpongeBob Movie: Sponge Out of Water) este un film american de comedie animat în 3D din 2015. Este cea de-a doua adaptare de film al serialului de televiziune animat SpongeBob Pantaloni Pătrați, după The SpongeBob SquarePants din 2004. A fost regizat de Paul Tibbitt în debutul său regizoral.